# Се Сидэ
Се Сидэ́ (кит. трад. 謝希德, упр. 谢希德, пиньинь Xiè Xīdé; 19 марта 1921 года — 4 марта 2000 года), также известная как Хильда Се  — китайский физик, педагог и партийный деятель. Глава Фуданьского университета в 1983—1988 годах, член Китайской академии наук с 1980 года. Член ЦК КПК в 1982—1992 годах.

## Биография и карьера
Се Сидэ родилась в портовом городе Цюаньчжоу в провинции Фуцзянь в семье доктора Се Юймина, профессора Яньцзинского университета в Пекине.
Получила высшее образование на физико-математическом факультете Сямэньского университета, закончив его в 1946 году. В течение года преподавала в Шанхайском университете.
В 1947 году выиграла стипендию, позволившую ей продолжить высшее образование на более высокие степени в США. Получив в 1949 диплом магистра физики в Колледже Смит, Се Сидэ продолжила обучение в Массачусетском технологическом институте и получила в 1951 году степень доктора философии в физике.
Поработав в MIT до 1952 года на исследовательской позиции, Се вернулась в Китайскую народную республику, где работала в Фуданьском университете на должности лектора (1952—1956), доцента (1956—1962), профессора (с 1962). C 1958 по 1966 год она параллельно работала на посту адъюнкт-директора Шанхайского института технической физики Китайской академии наук.
С 1978 по 1983 год Се Сидэ была проректором университета, одновременно возглявляя созданный с её значительным участием Институт современной физики в составе университета, а в 1983 году была избрана его ректором, став первой женщиной во главе крупного университета в КНР.
В конце 1988 года Се Сидэ ушла в отставку с поста ректора, уступив место Хуа Чжунъи, однако осталась советником правления университета.
Исследовательская работа Се концентрировалась преимущественно в области физики твёрдого тела, физики раздела фаз и физики полупроводников. Результаты её исследований были опубликованы в более восьмидесяти журнальных публикациях, в том числе:
- «Resonant Cavity Study of Semiconductors», Journal of Applied Physics 25: 302 (1954), в соавторстве с Дж. Голди и С. Брауном;
- «Electronic Properties of Metals Chemisorbed on Semiconductor Surface and Metal/Semiconductor Interfaces», Progress in Surface Science 28: 71 (1988);
- «Overview of Metal/Semiconductor Interfaces», The Structure of Surfaces. Springer Series in Surface Sciences 24. Berlin: Springer, 1991, p. 576;
- «Recent Developments in Some Metal/Semiconductor and Superlattice Interfaces», Materials Chemistry and Physics 38: 1 (1994);
- «Vibrational Properties of Si/Ge Superlattices», Progress in Surface Science 54:69-113 (1997), в соавторстве с Чжан Каймином и Цзы Цзянем;
- «Ab initio calculation of the structure of the random alloys SnxGe1-x», Phys. Rev. B 56: 12084 (1997), в соавторстве с Шэнь Цзяньху, Цзы Цзянем и Цзян Пином.

Помимо этого она опубликовала несколько книг и монографий, в том числе, «Semiconductor Physics» (1958, в соавторстве с Хуан Кунем) и «Group Theory and Its Applications» (1986).
Помимо научно-педагогической, Се Сидэ участвовала в партийно-политической деятельности, была членом ЦК КПК в 1982—1992 годах и возглавляла Шанхайский комитет Народного политического консультативного совета Китая с 1988 по 1993 год.
Умерла от рака 4 марта 2000 года.
В 2011 году в честь Се Сидэ был назван новообразованный колледж Фуданьского университета.

## Почётные звания и членство в научных обществах
Начиная с 1981 года, Се Сидэ была удостоена почётных докторских степеней двенадцати университетов разных стран, включая Китай с Гонконгом, Великобританию, Канаду, США и Японию. Помимо звания академика АН Китая, была избрана членом Американского физического общества и Международной академии наук (на тот момент, Академии наук развивающихся стран).

## Дополнительные ссылки
- Профиль Се Сидэ (кит.) в базе членов Китайской академии наук.
- «Известные китайские женщины-академики» на сайте China Radio.